# Joannès Ambre
Pour les articles homonymes, voir Ambre (homonymie).
Joannès Pierre Ambre, né le 12 avril 1915 à Lyon et mort le 21 août 1984 à Menton, est un avocat pénaliste français.

## Biographie

### Seconde Guerre mondiale
Fils d'Adrien Ambre, né dans le quartier de la Croix-Rousse à Lyon, il est mobilisé en 1939 dans l'aviation et reprend en 1940 à Lyon ses activités d’avocat. Maréchaliste, il signe avec Henri Baudry, La condition publique et privée du Juif en France (statut des Juifs) : traité théorique et pratique, publié à Lyon aux éditions Joannès Desvigne et Cie, en 1942.
En 1942, il est notamment l'avocat de Léon Faye, officier appréhendé en 1941 par la police de Vichy pour avoir tenté de soulever l'armée d'Afrique. Servant d'abord de contact entre Faye et ses camarades, il finit par rejoindre le réseau Alliance, sous le pseudonyme de « Gibbon », Faye devenant le chef militaire du réseau. Il aide au recrutement de nouveaux agents, puis fait partie d'une grande réunion des différents chefs de secteur en juillet 1943, avant de s'envoler pour Londres en août, accompagnant Faye. Après l'arrestation de celui-ci à son retour en septembre, Ambre est envoyé à Alger pour diverses missions.
En mai 1944, après de nouvelles arrestations au sein d'Alliance, il rejoint le BCRA puis, après le débarquement de juin, l’escadron numéro 226 de la Royal Air Force aux côtés de Joseph Kessel.
Après la guerre, il obtient la Médaille de la Résistance.

### Carrière
« Avocat des truands », il a assuré la défense du gang des Lyonnais qu'il rebaptise, « le Gang du Siècle », avec André Soulier et de Pierre de Varga, « commanditaire présumé » de l'assassinat de Jean de Broglie.
Il défie le juge François Renaud en combat singulier sur le terrain de la procédure, considérant qu'il joue avec la liberté des femmes et des maîtresses des truands, qu'il manipule les permis de visites pour faire pression sur les prévenus. Le juge est assassiné le 2 juillet 1975. Le film Le Juge Fayard dit Le Shérif d’Yves Boisset met en cause le SAC tandis que Jacques Derogy dans son livre Enquête sur un juge assassiné : vie et mort du magistrat lyonnais François Renaud explore la piste mafieuse.
Au cours de sa carrière, il est avocat de la défense ou de parties civiles lors de procès d'assises. En janvier 1977, il est un des avocats des parties civiles dans le procès de Patrick Henry défendant les intérêts de la famille de la victime Philippe Bertrand, enfant de sept ans, enlevé et assassiné.
En 1979, il apparaît dans l'émission Apostrophes pour présenter son livre Je ne me tairai jamais et affirme : « Je me bats de façon totalitaire refusant le moindre sacrifice qui n'est pas dans l'intérêt de mon client. »
Adjoint au maire de Lyon, et membre du parti radical, il fut membre de la loge maçonnique, Union et Liberté et présida le Festival international de Lyon.
Une place de Lyon, dans le quatrième arrondissement, à la limite de Lyon et de Caluire, porte son nom.

## Ouvrages
- Joannès Ambre et Henri Baudry, La condition publique et privée du Juif en France (statut des Juifs) : traité théorique et pratique, Lyon, éditions Joannès Desvigne et Cie, 1942.
- Joannès Ambre, Je ne me tairai jamais, Robert Laffont, 1er mai 1979, 333 p. (ISBN 978-2221003008)